# Ljubomir Lovrić
Ljubomir Lovrić (szerb cirill betűkkel: Љубомиp Лoвpић; Újvidék, 1920. május 28. – Belgrád, 1994. augusztus 26.) olimpiai és Európa-bajnoki ezüstérmes szerb labdarúgóedző, korábbi labdarúgó.
A jugoszláv válogatott tagjaként részt vett az 1948. évi nyári olimpiai játékokon, ahol végül ezüstérmet szereztek.
1959 és 1964 között szövetségi kapitányként irányította a válogatottat. Ezalatt a jugoszláv nemzeti csapat döntőt játszott az 1960-as Európa-bajnokságon és a negyedik helyen végzett az 1962-es világbajnokságon.

## Sikerei, díjai

### Játékosként
Crvena zvezda
- Jugoszláv bajnok (1): 1951

Jugoszlávia
- Olimpiai ezüstérmes (1): 1948

### Edzőként
Jugoszlávia
- Európa-bajnoki ezüstérmes (1): 1960